# Onell Soto
Onell A. Soto (n. Omaja, Cuba, 17 de noviembre de 1932 - 5 de agosto de 2015) fue un obispo cubano de la Iglesia Episcopal en los Estados Unidos. Entre 1978 y 1995 fue obispo de la Diócesis de Venezuela.

## Biografía
Es hijo de Juan Aurelio Soto Vega y María de los Ángeles Almaguer Mayo. Soto pasó su infancia en Omaja hasta 1938 cuando se trasladó con su familia a un pueblo llamado San Agustín, donde su padre era el jefe del puesto militar. Recibió su educación primaria en la escuela pública de San Agustín. 
En 1945 ganó una beca para estudiar en una escuela de formación rural en Victoria de las Tunas. Tras un año de estudios, el obispo Soto entró a la escuela de la misión metodista en Omaja. Se graduó con honores en 1947 y recibió una beca para estudiar la educación secundaria en la Escuela Irene Toland en Matanzas. Se graduó con honores en 1952, y se inscribió tres meses más tarde en la Escuela de Medicina de la Universidad de La Habana, donde completó cuatro años de formación médica. En 1956 la universidad fue cerrada por razones políticas y no se abrió hasta 1960, después del triunfo de la Revolución Cubana.
En 1957, Soto salió de Cuba para los Estados Unidos y se matriculó en el Colegio de Artes Liberales de la Universidad de Boston. En 1959, regresó a Cuba, y trabajó durante dos años como técnico químico en una fábrica de harina en La Habana.
El 4 de julio de 1960, se casó con Nina Ulloa, directora de educación cristiana de la Iglesia episcopal en Cuba. En noviembre del mismo año, ellos fueron a Estados Unidos y se establecieron en Sanatorium, Misisipi, donde Soto trabajó como asistente médico en el Mississippi State Sanatorium, un hospital para tuberculosos. 
En agosto de 1961, Soto entró en la Facultad de Teología de la University of the South en Sewanee, Tennessee. Soto pagó parte de sus estudios universitarios enseñando español en dos escuelas secundarias episcopales. Recibió el título de Bachiller en Divinidad (Bachelor of Divinity) en 1964 (después ampliado a maestría), y se fue a Austin, Texas, para obtener una maestría en el Seminary of the Southwest.
Él y su esposa, Nina, se convirtieron en ciudadanos de EE. UU. el 8 de septiembre de 1966 en San Antonio, Texas.
Soto fue ordenado diácono el 29 de junio de 1964, en Gadsden, Alabama, por el Reverendísimo George M. Murray, obispo de Alabama. El 18 de agosto de 1965 fue ordenado sacerdote en Bogotá, Colombia, por el Reverendísimo David B. Reed, obispo de Iglesia episcopal en Colombia.
Soto y su esposa llegaron a Quito, Ecuador, como misioneros designados por la Iglesia Episcopal el 15 de septiembre de 1965. Allí Soto fue vicario episcopal de la iglesia San Nicolás. Él estableció la primera congregación de habla española y organizó un movimiento ecuménico fuerte en la ciudad.
Después de servir durante seis años en Ecuador, fue nombrado secretario ejecutivo de la IX provincia de la Iglesia episcopal en los Estados Unidos en 1971. En El Salvador, Soto organizó la oficina provincial y estableció un sistema de comunicación a lo ancho de toda la IX provincia y el resto de América Latina. Durante este tiempo viajó mucho y ayudó a fomentar mejores relaciones inter-anglicanas y ecuménicas.
Se quedó en El Salvador hasta el 18 de diciembre de 1977 cuando fue entonces nombrado oficial de la Misión de Educación e Información de la Unidad Mundial de las Misiones en el centro episcopal en Nueva York. En ese puesto, tuvo la oportunidad de viajar por el mundo como reportero de la misión e intérprete. Visitó casi todas las provincias de la Comunión anglicana y produjo World Mission News (Noticias de las Misiones Mundiales), un boletín informativo sobre asuntos anglicanos y la obra misional de la Iglesia en todo el mundo. En 1984 fundó Anglicanos, una publicación similar a World Mission News en español.
El 11 de marzo de 1987, fue elegido obispo de la Diócesis de Venezuela. Su consagración tuvo lugar el 11 de julio de 1987 en la Catedral de Santa María, Caracas. El Reverendísimo James H. Ottley, obispo de Panamá y presidente de la IX Provincia, presidió la ceremonia. Los obispos consagrantes fueron Mons. Orlando U. Lindsay, primado de las Indias Occidentales, Mons. Luiz Olavo V., primado de Brasil y el Reverendísimo Haydn Jones, obispo emérito de Diócesis Venezuela.
En octubre de 1988, la University of the South le otorgó un doctorado honoris causa en Divinidad.
Durante su episcopado en Venezuela, condujo a la Iglesia episcopal en ese país de ser una iglesia de capellanía a una iglesia nacional bajo un liderazgo venezolano. Sus sueños se hicieron realidad el 8 de abril de 1995, cuando una convención especial de la iglesia en Venezuela eligió a Orlando Guerrero, un sacerdote de 50 años de edad ordenado en 1980, como el primer obispo anglicano venezolano. Antes de salir de Caracas, el presidente de Venezuela, Rafael Caldera, le otorgó la Orden del Libertador Simón Bolívar por su contribución al "bienestar moral y espiritual" del país.
Desde el 1 de mayo de 1995 hasta su jubilación en 2002, Soto fue obispo auxiliar de Atlanta  En 1999 aceptó la invitación de la Diócesis de Alabama a hacer el mismo ministerio como obispo auxiliar después de su retiro en Miami en 2002.

## Vida familiar
Onell Soto y su esposa Nina tienen cuatro hijos y cinco nietos quienes viven en Chicago, Washington D. C., San Diego y Sacramento. La señora Soto es editora de "Día a Día", la versión en español de "Forward's Day by Day".